# Шмит, Евгений Оттович
Евгений Оттович Шмит (31 декабря 1844 — ?) — российский военачальник и государственный деятель, генерал от кавалерии, генерал-губернатор Степного края, Наказной атаман Сибирского казачьего войска. Младший брат генерала от инфантерии Александра Оттовича Шмита (1833—1916).

## Биография
Из дворян Петроградской губернии. Окончил Первый кадетский корпус и Константиновское военное училище. Участник русско-турецкой войны в звании подполковника (16.10.1877). За бои против турецких войск награжден орденом Св. Станислава 2-й степени с мечами.
С 22.11.1888 по 21.05.1892 в чине полковника командовал Бугским 9-м уланским полком.
С 21.05.1892 по 07.02.1898 в чине генерал-майора командовал Кирасирским Его Величества лейб-гвардии полком.
С 07.02.1898 по 26.04.1900 командовал 1-й бригадой 2-й гвардейской кавалерийской дивизии.
С 26.04.1900 командующий 12-й кавалерийской дивизией, генерал-лейтенант с 22.05.1900 с утверждением в должности.
С 12.01.1905 по 18.03.1906 командир 12-го армейского корпуса, в составе одной пехотной и одной кавалерийской дивизии.
С 18.03.1906 по 8.06.1908 — помощник командующего войсками Киевского военного округа.
В 1907 году произведён в генералы от кавалерии за отличие (возможно, при подавлении революционных выступлений).
С 08.06.1908 по 24.05.1915 — генерал-губернатор Степного края с центром в городе Омске, Наказной атаман Сибирских казаков и командующий Омским военным округом. Его предшественником на этой должности был генерал Иван Павлович Надаров, первопроходец Уссурийского края.
Среди ближайших соратников генерала Шмита в период управления Степным краем был генерал-лейтенант Александр Медведев, начальник Омского кадетского корпуса.
Великий князь Константин Константинович, генерал-инспектор военно-учебных заведений, посетивший в 1909 году Омск, в дневнике записал:

«Степной генерал-губернатор Е. О. Шмидт (помню его командиром кирасир Его Величества в 1893 году, на подвижных сборах), вернувшись из служебной поездки в Барнаул, был у меня, а я поспешил к нему, отдать визит. Говорят о нем как о грозном, весьма деятельном начальнике зря. Увидав в интендантском вещевом складе никуда не годные сапоги, он отставил от должности интенданта. Из продолжительных бесед с ним вынес тяжелое впечатление о громадной вверенной ему области. Местные условия ужасны: край богато одарен природой, земля таит в огромном количестве уголь, руду, есть целебные источники, несмотря на суровость климата, земля могла бы родить прекрасно, а между тем ничто не разрабатывается, а если и принимаются, то хищнически, думая только о настоящем, о наживе и не заглядывая вперед. В Омске почти никакой растительности: посадят деревцо — сейчас его сломают. Мостовых нет, в сухую погоду пыль слепит глаза, в сырую — грязь невылазная. Множество ссыльных — подонков общества, киргизы в первобытном состоянии.» — Дневник К.Р. 1909 года. Журнал «Москва». Июль 2015 года.

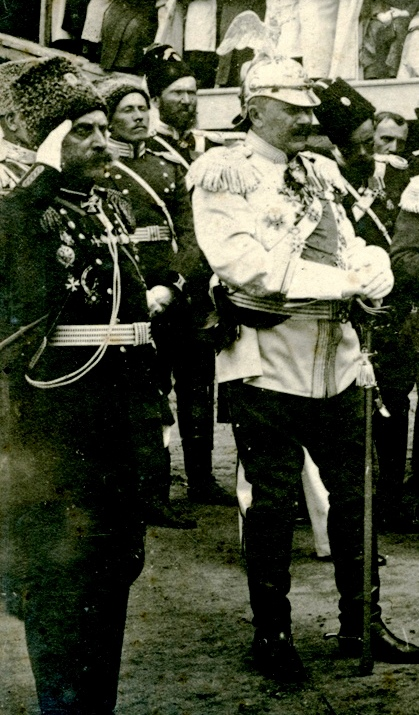
Генерал-лейтенант Александр Медведев, начальник Омского кадетского корпуса, и генерал от кавалерии, генерал-губернатор Степного края (с центром в Омске) Евгений Шмит (справа, в кирасирском мундире) на параде в Омске.

Cкончался, находясь на посту генерал-губернатора, и был заменён генералом Сухомлиновым.

## Награды
Награждён орденом Святого Станислава 1-й степени (1895), орденом Святой Анны 1-й степени (1899), орденом святого Владимира 2-й степени (1903), орденом Белого орла (1906), и орденом Святого Александра Невского (1910) а также положенными низшими степенями Станислава, Анны и Владимира.
- Иностранные ордена:
- Австрия: Орден Железной короны 2-й степени (1891)
- Сербия: Орден Такова 1-й степени (1896)
- Китай: Орден Двойного Дракона 3-й степени 2-го класса (1896)
- Франция: командор ордена Почетного Легиона (1897)
- Германия: Орден Красного Орла 2-й степени со звездой (1898)
- Румыния: большой крест ордена Короны (1899).

## Галерея

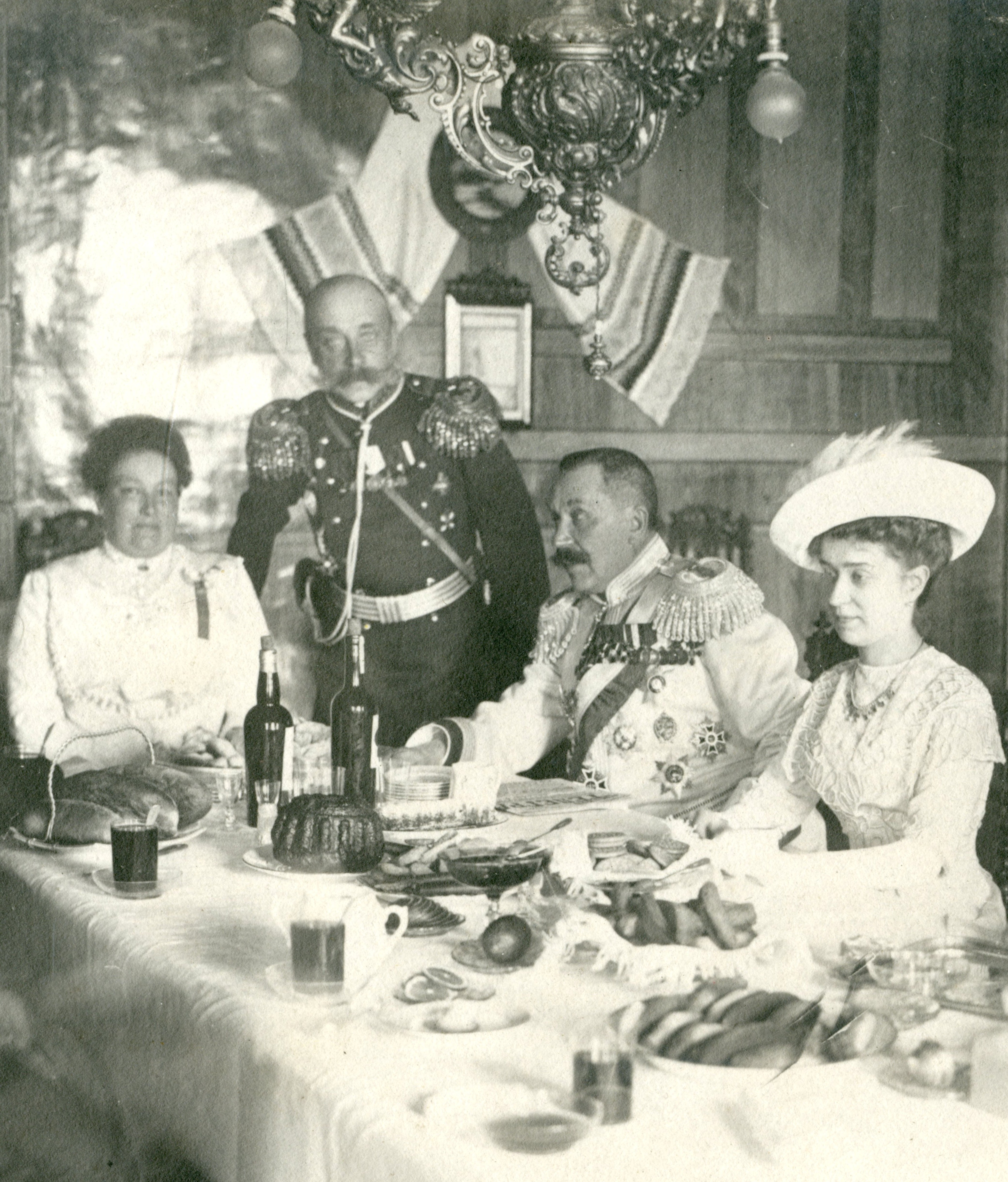
Генералы Александр Медведев и Евгений Шмит в Омске с жёнами после парада.